# Phyllis Gotlieb
Phyllis Fay Gotlieb, geboren; Bloom (Toronto, 26 mei 1926 – Toronto, 14 juli 2009) was een Canadees schrijfster van sciencefiction, en dichteres.
De Sunburst Award is genoemd naar haar eerste roman, Sunburst. Drie jaar vóór de publicatie van Sunburst publiceerde Gotlieb Who Knows One, een verzameling gedichten. Gotlieb won in 1982 de Aurora Award voor beste roman voor haar boek A Judgement of Dragons.